# Archytas productus
Archytas productus är en tvåvingeart som beskrevs av Charles Howard Curran 1928. Archytas productus ingår i släktet Archytas och familjen parasitflugor.
Artens utbredningsområde är Peru. Inga underarter finns listade i Catalogue of Life.